# San Pablo Huitzo
San Pablo Huitzo är en kommunhuvudort i Mexiko.   Den ligger i kommunen San Pablo Huitzo och delstaten Oaxaca, i den sydöstra delen av landet, 300 km sydost om huvudstaden Mexico City. San Pablo Huitzo ligger 1 691 meter över havet och antalet invånare är 4 743.
Terrängen runt San Pablo Huitzo är kuperad åt nordväst, men åt sydost är den platt. San Pablo Huitzo ligger nere i en dal. Runt San Pablo Huitzo är det ganska tätbefolkat, med 230 invånare per kvadratkilometer. Närmaste större samhälle är San Francisco Telixtlahuaca, 3,0 km nordväst om San Pablo Huitzo. I omgivningarna runt San Pablo Huitzo växer huvudsakligen savannskog.